# Аспаш ле Ба
Аспаш ле Ба (фр. Aspach-le-Bas) насеље је и општина у источној Француској у региону Алзас, у департману Горња Рајна која припада префектури Тан.
По подацима из 2011. године у општини је живело 1.314 становника, а густина насељености је износила 164,04 становника/km². Општина се простире на површини од 0,80 km². Налази се на средњој надморској висини од 290 метара (максималној 340 m, а минималној 289 m).

## Демографија
| 1962. | 1968. | 1975. | 1982. | 1990. | 1999. | 2011. |
| ----- | ----- | ----- | ----- | ----- | ----- | ----- |
| 509   | 518   | 655   | 746   | 869   | 1.080 | 1.314 |

График промене броја становника у току последњих година